# 盛岡劇場
盛岡劇場（もりおかげきじょう）は、岩手県盛岡市松尾町にある劇場である。盛岡市文化振興事業団によって運営されている。

## 歴史

### 旧盛岡劇場
有志の出資により盛岡における芸術活動の拠点劇場として1913年（大正2年）9月23日、新馬町（現・松尾町）に開館。日本初の洋式劇場である帝国劇場の開場から2年後の開場で、東北地方初の近代的演劇専用劇場であった。設計は中央停車場（現・東京駅）や盛岡銀行本店（現・岩手銀行中ノ橋支店）などを手がけた辰野・葛西建築事務所。こけら落とし公演は、7代目松本幸四郎一座によるものであった。
歌舞伎、新国劇、喜劇などの演劇、活動写真、音楽会、芸妓衆の演芸会などの公演のほか、関東大震災（1923年9月1日）発生時には震災被災者救援の催しが数ヶ月にわたって開かれるなど、単なる一劇場の枠を超え盛岡の大正ロマンを象徴する施設のひとつとして市民に認識された。花巻農学校教師時代の宮沢賢治もチャップリンの映画や少女歌劇などを観るため花巻から幾度となく通いつめたという。その後、太平洋戦争の影響や建物の老朽化で徐々に衰退し、遂には閉鎖同然の状態となった。

### 谷村文化センター
戦後、「みちのくの電信王」と呼ばれた花巻市出身の実業家で政治家でもある谷村貞治の支援によって全面改装がなされ、1957年（昭和32年）7月21日に谷村文化センター（やむらぶんかセンター）として再建。谷村は演劇の理解者で、地元文化の復興を願っての再建であった。
再建後は新劇公演や講演会のほか、1949年（昭和24年）に作家の鈴木彦次郎や岩手日報社の工藤正治らが中心となって開始された盛岡文士劇（第1回公演から第7回公演までは岩手県公会堂で開催）が第8回公演から谷村文化センターで開催され、年末恒例の催しとして親しまれた。しかし、テレビの普及や映画館の新設など娯楽の多様化の影響で観客は年々減少し1962年（昭和37年）の第13回公演を以って中断。使用料が割高だったため利用客も減少した。その後、1968年（昭和43年）に谷村が亡くなると廃屋同然と化し、15年後の1983年（昭和58年）3月20日に開催された「盛岡劇場お別れ会」をもって閉鎖・解体され、旧盛岡劇場の完成以来70年の歴史に一旦幕を下ろすこととなった。

### 新盛岡劇場
谷村文化センター解体後、市民の間で盛岡劇場復活の気運が生じ、盛岡市は市制100周年記念事業の一環として劇場の再建を1986年（昭和61年）に決定、1990年（平成2年）7月1日に河南公民館を併設し最新の設備を備えた新たな劇場として跡地に新築。新盛岡劇場のこけら落としは、9代目松本幸四郎（旧盛岡劇場のこけら落とし公演を務めた7代目松本幸四郎の孫）一座によるもので大いに賑わった。
1995年に盛岡市在住の作家・高橋克彦や岩手日報社の村田源一朗らが中心となって「盛岡文士劇」も復活し、同年11月26日に33年ぶりとなる公演が盛岡劇場で開催され、以降年末恒例の公演として続けられている。復活した盛岡文士劇は、地元作家や地元放送局のアナウンサー、その他著名人などが出演し、公演の模様がテレビでも放送されるようになったため、切符が発売されると即完売になるほどの人気興行となっている。
2004年（平成16年）、財団法人地域創造 (JAFRA) が主催する第1回JAFRAアワード「総務大臣賞」を受賞した。

## 施設
所在地
- 盛岡市松尾町3番1号

交通アクセス
- 自動車・タクシー：盛岡駅から10分
- バス：盛岡バスセンター下車徒歩5分、南大通一丁目下車徒歩2分
- 鉄道：仙北町駅から1.5km。

### メインホール
演劇、舞踏、古典芸能、コンサートなど各種公演に対応。固定席511席、親子席7席。迫りや音響反射板を完備、花道の設置も可能。コンピュータ制御と手動の選択可能な照明設備などが備えられている。

### タウンホール
演奏会、演劇、コンサート等、利用状況に応じて舞台や客席を自由に設定できるオープンスペースで地下に設置されている。172.75平方メートルのスペースに100から200人程度の移動席を設置可能。

### リハーサル室
第1リハーサル室（98.79平方メートル）と第2リハーサル室（56.10平方メートル）からなり、バレエや舞踏、演劇や音楽などのレッスンやリハーサル室あるいは控室として利用される。

### 河南公民館
盛岡劇場に併設された公民館。ミニホール（106.35平方メートル、50から60人収容）、研修室（60.77平方メートル、36人収容）、美術工芸室（71.9平方メートル、36人収容）、視聴覚室（89.87平方メートル、50人収容）、音楽練習室（71.9平方メートル、30人収容）、和室（88.65平方メートル、40畳、75人収容）、調理室（33.75平方メートル、8人収容）、会議室（53.75平方メートル、16人収容）からなる。

## 利用状況
- 年末恒例の「盛岡文士劇」のほか、「もりげき八時の芝居小屋[6]」（年間8本程度）、「もりげきライヴ[7]」（毎月第3水曜日）などが定期公演されている。その他、盛岡市文化振興事業団主催の演劇公演、講座・ワークショップを開いて盛岡市民の芸術文化活動をサポートしている[8]。
- 2012年5月27日、抽選に当選した約500人の観衆を集めて『ゲームセンターCX in 東北岩手』の公開収録がメインホールで行われ[9][10]、有野晋哉が『パイロットウイングス』に生挑戦した模様がフジテレビONEで同年7月5日に全国放送された[11][12]。